# Ricengo
Ricengo (lombardul: Risénch) település Olaszországban, Lombardia régióban, Cremona megyében. Lakosainak száma 1730 fő (2023. január 1.). Ricengo Casale Cremasco-Vidolasco, Casaletto di Sopra, Crema, Offanengo, Sergnano, Camisano és Pianengo községekkel határos.

## Népesség
A település lakossága az elmúlt években az alábbi módon változott:
| Lakosok száma | 1776 | 1757 | 1728 | 1730 |
|               | 2013 | 2017 | 2018 | 2023 |